# Paa Vagt for Kongen
|  | Denne artikel er oprettet af botten PalnaBot ud fra en ekstern database. Den kan derfor have sproglige fejl eller mangler. Denne skabelon kan fjernes efter kontrol af indholdet. |

Paa Vagt for Kongen er en film instrueret af Svend Aage Lorentz efter manuskript af Svend Aage Lorentz.

## Handling
Modstandsbevægelsens filmgrupper har optaget materialet til denne film, som skildrer det danske politis vagttjeneste på Amalienborg fra 29. august 1943 til 10. juni 1945, da livgarden atter overtog vagten. En del optagelser skildrer begivenhederne omkring 5. maj 1945.